# Cabeça de chave
Um cabeça de chave (português brasileiro) ou cabeça-de-série (português europeu) (em inglês "seed" - "semente"), é um competidor ou equipe em um torneio esportivo que recebe uma classificação inicial para evitar enfrentar os melhores adversários logo no início da competição. Isso é feito com base em rankings ou méritos da temporada regular. O termo se originou no tênis e é comparado à organização de sementes em um jardim, onde os mais fortes não se enfrentam imediatamente. Em alguns torneios de eliminação simples, os competidores restantes são reclassificados após cada rodada para garantir que o melhor cabeça de chave jogue contra o de classificação mais baixa, evitando confrontos precoces com os favoritos. No Brasil, esse processo é frequentemente chamado de "repescagem".

## No tênis
Os torneios de tênis profissionais classificam os jogadores com base em seus rankings. O número de cabeças de chave varia de torneio para torneio. Geralmente, quanto maior o evento, mais cabeças de chave tendem a existir em relação a eventos menores. Os 4 torneios principais (Grand Slam) se expandiram progressivamente do formato de 8 cabeças de chave para 16 cabeças de chave, depois para o atual formato de 32 cabeças de chave, que foi adotado no meio da temporada de 2001, depois que o campeão do Aberto da França, Gustavo Kuerten, reclamou que especialistas em quadras de saibro estavam em desvantagem com apenas 16 cabeças de chave.
Em um evento de tênis, uma versão de chaveamento é onde os colchetes são configurados para que os pares das quartas de final (salvo quaisquer zebras) sejam o 1º classificado contra o 8º classificado, 2 x 7, 3 x 6 e 4 x 5 No entanto, a maioria dos torneios de tênis segue um procedimento diferente, no qual os cabeças 1 e 2 são colocadas em chaves separadas, mas os cabeças 3 e 4 são colocadas em suas chaves aleatoriamente, assim como os cabeças 5 a 8, e assim por diante. Isso pode resultar em algumas chaves consistindo de jogadores mais fortes do que outras. Uma outra randomização deriva do fato de que os 32 melhores jogadores são classificados apenas em torneios de Grand Slam: portanto, é concebível que o 33º melhor jogador em uma lista preliminar de 128 jogadores possa acabar jogando com o 1º cabeça de chave na primeira rodada. Um bom exemplo disso ocorreu quando o nº 33 do mundo Florian Mayer foi chaveado contra (e eventualmente derrotado pelo) então nº 1 do mundo Novak Djokovic na primeira rodada do Torneio de Wimbledon de 2013, no que também foi uma revanche das quartas de final do ano anterior. Os rankings dos jogadores de tênis, com base no histórico de desempenho puro, tendem a mudar de posição gradualmente e, portanto, um método mais "equitativo" de determinar os pares pode resultar na repetição de muitos dos mesmos confrontos diretos em torneios sucessivos. Uma forma de reduzir esse efeito foi a adoção de outros critérios complementares para o "seeding ranking", considerando apenas os torneios em determinada superfície, como saibro para Roland Garros e grama para Wimbledon, além do "ranking protegido", dos "wild card" e dos jogadores vindos da classificatória. Tudo isso torna praticamente impossível a repetição dos mesmos confrontos em torneios sucessivos.
Um exemplo é dado a seguir de uma chave de classificação de 16 participantes sem "surpresas" (observe que as somas dos dois números de classificação em cada partida são iguais em uma rodada: 17 para a primeira rodada, 9 para as quartas de final, 5 para as semifinais):
|  | Oitavas de final | Oitavas de final | Oitavas de final |  |  | Quartas de final | Quartas de final | Quartas de final |  |  | Semifinais | Semifinais | Semifinais |  |  | Final | Final | Final |  |
|  |                  |                  |                  |  |  |                  |                  |                  |  |  |            |            |            |  |  |       |       |       |  |
|  | 1                |                  |                  |  |  |                  |                  |                  |  |  |            |            |            |  |  |       |       |       |  |
|  |                  |                  |                  |  |  |                  |                  |                  |  |  |            |            |            |  |  |       |       |       |  |
|  | 16               |                  |                  |  |  |                  |                  |                  |  |  |            |            |            |  |  |       |       |       |  |
|  |                  | 1                |                  |  |  |                  |                  |                  |  |  |            |            |            |  |  |       |       |       |  |
|  |                  |                  |                  |  |  |                  |                  |                  |  |  |            |            |            |  |  |       |       |       |  |
|  |                  |                  | 8                |  |  |                  |                  |                  |  |  |            |            |            |  |  |       |       |       |  |
|  | 8                |                  |                  |  |  |                  |                  |                  |  |  |            |            |            |  |  |       |       |       |  |
|  |                  |                  |                  |  |  |                  |                  |                  |  |  |            |            |            |  |  |       |       |       |  |
|  | 9                |                  |                  |  |  |                  |                  |                  |  |  |            |            |            |  |  |       |       |       |  |
|  |                  | 1                |                  |  |  |                  |                  |                  |  |  |            |            |            |  |  |       |       |       |  |
|  |                  |                  |                  |  |  |                  |                  |                  |  |  |            |            |            |  |  |       |       |       |  |
|  |                  |                  | 4                |  |  |                  |                  |                  |  |  |            |            |            |  |  |       |       |       |  |
|  | 5                |                  |                  |  |  |                  |                  |                  |  |  |            |            |            |  |  |       |       |       |  |
|  |                  |                  |                  |  |  |                  |                  |                  |  |  |            |            |            |  |  |       |       |       |  |
|  | 12               |                  |                  |  |  |                  |                  |                  |  |  |            |            |            |  |  |       |       |       |  |
|  |                  | 5                |                  |  |  |                  |                  |                  |  |  |            |            |            |  |  |       |       |       |  |
|  |                  |                  |                  |  |  |                  |                  |                  |  |  |            |            |            |  |  |       |       |       |  |
|  |                  |                  | 4                |  |  |                  |                  |                  |  |  |            |            |            |  |  |       |       |       |  |
|  | 4                |                  |                  |  |  |                  |                  |                  |  |  |            |            |            |  |  |       |       |       |  |
|  |                  |                  |                  |  |  |                  |                  |                  |  |  |            |            |            |  |  |       |       |       |  |
|  | 13               |                  |                  |  |  |                  |                  |                  |  |  |            |            |            |  |  |       |       |       |  |
|  |                  | 1                |                  |  |  |                  |                  |                  |  |  |            |            |            |  |  |       |       |       |  |
|  |                  |                  |                  |  |  |                  |                  |                  |  |  |            |            |            |  |  |       |       |       |  |
|  |                  |                  | 2                |  |  |                  |                  |                  |  |  |            |            |            |  |  |       |       |       |  |
|  | 6                |                  |                  |  |  |                  |                  |                  |  |  |            |            |            |  |  |       |       |       |  |
|  |                  |                  |                  |  |  |                  |                  |                  |  |  |            |            |            |  |  |       |       |       |  |
|  | 11               |                  |                  |  |  |                  |                  |                  |  |  |            |            |            |  |  |       |       |       |  |
|  |                  | 6                |                  |  |  |                  |                  |                  |  |  |            |            |            |  |  |       |       |       |  |
|  |                  |                  |                  |  |  |                  |                  |                  |  |  |            |            |            |  |  |       |       |       |  |
|  |                  |                  | 3                |  |  |                  |                  |                  |  |  |            |            |            |  |  |       |       |       |  |
|  | 3                |                  |                  |  |  |                  |                  |                  |  |  |            |            |            |  |  |       |       |       |  |
|  |                  |                  |                  |  |  |                  |                  |                  |  |  |            |            |            |  |  |       |       |       |  |
|  | 14               |                  |                  |  |  |                  |                  |                  |  |  |            |            |            |  |  |       |       |       |  |
|  |                  | 3                |                  |  |  |                  |                  |                  |  |  |            |            |            |  |  |       |       |       |  |
|  |                  |                  |                  |  |  |                  |                  |                  |  |  |            |            |            |  |  |       |       |       |  |
|  |                  |                  | 2                |  |  |                  |                  |                  |  |  |            |            |            |  |  |       |       |       |  |
|  | 7                |                  |                  |  |  |                  |                  |                  |  |  |            |            |            |  |  |       |       |       |  |
|  |                  |                  |                  |  |  |                  |                  |                  |  |  |            |            |            |  |  |       |       |       |  |
|  | 10               |                  |                  |  |  |                  |                  |                  |  |  |            |            |            |  |  |       |       |       |  |
|  |                  | 7                |                  |  |  |                  |                  |                  |  |  |            |            |            |  |  |       |       |       |  |
|  |                  |                  |                  |  |  |                  |                  |                  |  |  |            |            |            |  |  |       |       |       |  |
|  |                  |                  | 2                |  |  |                  |                  |                  |  |  |            |            |            |  |  |       |       |       |  |
|  | 2                |                  |                  |  |  |                  |                  |                  |  |  |            |            |            |  |  |       |       |       |  |
|  |                  |                  |                  |  |  |                  |                  |                  |  |  |            |            |            |  |  |       |       |       |  |
|  | 15               |                  |                  |  |  |                  |                  |                  |  |  |            |            |            |  |  |       |       |       |  |

## Outros esportes
Nos esportes coletivos americanos, os  playoffs da NFL e os playoffs da WNBA [en] empregam a "repescagem", os playoffs da NBA [en] e o Campeonato de Basquetebol Masculino da NCAA - Divisão I não, os Playoffs da Stanley Cup [en] usaram repescagem entre 1975 e 1981 e novamente de 1994 e 2013, o Os Playoffs da MLS Cup [en] usaram a repescagem até 2018, e a pós-temporada da MLB não tem times suficientes onde a repescagem faria diferença nas partidas.
Em algumas situações, será implementada uma restrição de "seeding"; de 1975 a 1989 na NFL e de 1998 a 2011 na MLB havia uma regra em que na primeira rodada caso o primeiro "cabeça de chave" e o "wild card" fossem da mesma divisão, eles não jogariam entre si; nesses casos, o primeiro cabeça de chave jogava com o terceiro e o segundo cabeça-de-chave jogava com o "wild card".
Cabeças de chave no futebol referem-se a equipes ou clubes que recebem uma classificação especial em competições esportivas, a fim de garantir um chaveamento equilibrado e aumentar o interesse do público. Essa prática é comum em torneios de prestígio, como a Copa Libertadores da América e a Liga dos Campeões da UEFA, entre outros.

## Copa Libertadores da América
Na Copa Libertadores, as equipes são classificadas com base em critérios que incluem o desempenho nas competições nacionais e o histórico na própria Copa Libertadores. As equipes mais bem colocadas e com melhor histórico recebem o status de cabeça-de-série.
Os cabeças-de-série são estrategicamente posicionados para evitar confrontos com outras equipes igualmente fortes nas primeiras rodadas, o que contribui para a competitividade do torneio e cria a expectativa de emocionantes partidas nas fases posteriores.

## Liga dos Campeões da UEFA
Na Liga dos Campeões da UEFA, o sistema de coeficientes é utilizado para determinar os cabeças-de-série. Os clubes que têm tido bom desempenho nas competições europeias nas temporadas anteriores recebem uma classificação mais alta.
Os cabeças-de-série na Liga dos Campeões frequentemente evitam enfrentar outros clubes igualmente bem classificados nas oitavas de final, contribuindo para o equilíbrio e a empolgação do torneio.

## Copa do Mundo da FIFA
Mesmo nas competições internacionais, como a Copa do Mundo, a prática de cabeças-de-série é adotada. As seleções nacionais são classificadas como cabeças-de-série e não cabeças-de-série, com base em critérios como o desempenho nas eliminatórias e o ranking da FIFA.
O objetivo é evitar confrontos prematuros entre seleções fortes, tornando o torneio mais emocionante e imprevisível.
O uso de cabeças-de-série no futebol tem como finalidade proporcionar justiça e competitividade nas competições, criando um ambiente onde as equipes ou seleções mais fortes podem progredir gradualmente e evitar confrontos iniciais com outras favoritas. Isso aumenta a emoção e o interesse dos fãs, já que aguardam com entusiasmo os confrontos entre as melhores equipes nas fases finais dos torneios.
Referências a fontes confiáveis devem ser fornecidas para respaldar as informações apresentadas.